# USB4

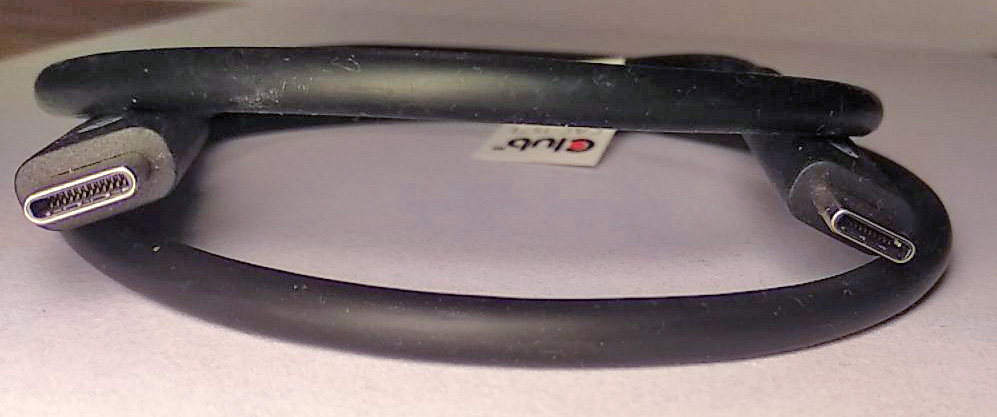
USB4 Gen3x2-kabel (40 Gbps) met 100 W vermogensafgifte

USB4, ook wel USB 4.0 genoemd, is de technische specificatie die op 29 augustus 2019 werd uitgebracht door het USB Implementers Forum (USB-IF). USB4 is gebaseerd op de Thunderbolt 3-protocolspecificatie, die door Intel aan de USB-IF  werd gedoneerd. De architectuur stelt het mogelijk om één enkele snelle verbinding dynamisch te delen tussen meerdere hardware-eindpunten.  Hierdoor kan elke gegevensoverdracht optimaal worden afgestemd op het type data en de specifieke toepassing.
In tegenstelling tot eerdere specificaties, schrijft USB4 exclusief gebruik van de Type-C-connector en USB Power Delivery (USB-PD)-specificatie voor. Producten moeten in staat zijn om 20 Gigabits/s te behalen bij een totale doorvoer van 40 Gigabit/s. Door tunneling kunnen hogere effectieve datasnelheden worden gehaald dan bij USB 3.2, zelfs bij nominaal 20 Gigabit/s. Ook is tunneling van DisplayPort en PCI Express mogelijk.
Ondersteuning van Thunderbolt 3-producten is verplicht voor USB4-hubs, op alle stroomafwaarts gerichte poorten (DFP), en voor docks ook op de stroomopwaarts gerichte poort (UFP). Optionele ondersteuning geldt voor USB4-hosts en randapparatuur. Thunderbolt 4 moet voldoen aan alle specificaties van USB-4.
Versie 2.0 van USB4 werd op 18 oktober 2022 uitgebracht. De belangrijkste veranderingen zijn doorvoersnelheden van 80 Gbit/s (120 Gbit/s in asymmetrische modus) updates in protocollen voor het beter benutten van de beschikbare bandbreedte, en achterwaartse compatibiliteit met eerdere USB versies.

## Geschiedenis
USB4 werd aangekondigd in maart 2019. De USB4-specificatie versie 1.0, uitgebracht op 29 augustus 2019, gebruikt "Universal Serial Bus 4" en in het bijzonder "USB4", dat wil zeggen dat de korte merknaam opzettelijk geen scheidingsruimte heeft ten opzichte van de eerdere versies. Verschillende nieuwsberichten vóór de release van die versie gebruiken de terminologie "USB 4.0" en "USB 4". Ook na publicatie van ds. 1.0 schrijven sommige bronnen "USB4", bewerend "om de manier weer te geven waarop lezers zoeken".
Op 1 september 2022 kondigde de USB Promoter Group de aanstaande release van de USB4 versie 2.0-specificatie aan, en de specificatie werd vervolgens uitgebracht op 18 oktober 2022.
Op het moment van publicatie van versie 1.0 waren promotorbedrijven met werknemers die deelnamen aan de technische werkgroep USB4-specificatie: Apple Inc., Hewlett-Packard, Intel, Microsoft, Renesas Electronics, STMicroelectronics en Texas Instruments.
Doelen die in de USB4-specificatie worden vermeld, zijn het vergroten van de bandbreedte, het helpen convergeren van het ecosysteem van de USB-C-connector en "het minimaliseren van verwarring bij eindgebruikers". Enkele van de belangrijkste gebieden om dit te bereiken, zijn het gebruik van één type USB-C-connector, terwijl de compatibiliteit met bestaande USB- en Thunderbolt-producten behouden blijft.
Op 29 april 2020 werd DisplayPort Alt Mode versie 2.0 uitgebracht, die DisplayPort 2.0 via USB4 ondersteunt.

## Modi voor gegevensoverdracht
USB4 biedt op zichzelf geen generiek mechanisme voor gegevensoverdracht of apparaatklassen zoals USB 3.x, maar dient vooral als een manier om andere protocollen zoals USB 3.2, DisplayPort en optioneel PCI Express te tunnelen. Hoewel het een native Host-to-Host-protocol ondersteunt, is het, zoals de naam al aangeeft, alleen beschikbaar tussen twee verbonden hosts; het wordt gebruikt om Host IP Networking te implementeren. Daarom, wanneer de host en het apparaat geen optionele PCIe-tunneling ondersteunen, is de maximale niet-weergavebandbreedte beperkt tot 20 Gigabit/s (USB 3.2), terwijl alleen 10 Gigabit/s (USB 3.2) verplicht is.
USB4 specificeert tunneling van:
- USB 3.2 ("Enhanced Superspeed")-tunneling
- Op DisplayPort 1.4a gebaseerde tunneling
- Op PCI Express (PCIe) gebaseerde tunneling

USB4 vereist ook ondersteuning voor DisplayPort Alternate Mode. Dat betekent dus dat DP kan worden verzonden via USB4-tunneling of via DP Alternate Mode.
DisplayPort Alt Mode 2.0: USB 4 ondersteunt DisplayPort 2.0 met de alternatieve modus. DisplayPort 2.0 ondersteunt 8K-resolutie bij 60 Hz met HDR10-kleur en kan tot 80 Gigabit/s gebruiken, wat dezelfde hoeveelheid is die beschikbaar is voor USB-gegevens, maar slechts in één richting.
Verouderde USB (1.x–2.x) wordt altijd ondersteund met behulp van de speciale kabels in de USB-C-connector.
Sommige overdrachtsmodi worden ondersteund door alle USB4-apparaten, maar de ondersteuning voor andere is optioneel. De vereisten voor de ondersteunde modi zijn afhankelijk van het type apparaat.
| Modus                                          | Host      | Hub       | Randapparaat |
| ---------------------------------------------- | --------- | --------- | ------------ |
| Ouderwetse USB (1.x-2.x) (Maximaal 480 Mbit/s) | Ja        | Ja        | Ja           |
| USB4.0 20 Gbit/s Vervoer                       | Ja        | Ja        | Optioneel    |
| USB4.0 40 Gbit/s Vervoer                       | Optioneel | Ja        | Optioneel    |
| Getunneld USB3.2 (10 Gbit/s)                   | Ja        | Ja        | Ja           |
| Getunneld USB3.2 (20 Gbit/s)                   | Optioneel | Optioneel | Optioneel    |
| Getunneld DisplayPort                          | Ja        | Ja        | Optioneel    |
| Getunneld PCI Express                          | Optioneel | Ja        | Optioneel    |
| Host-naar-Host Communicaties                   | Ja        | Ja        | —            |
| DisplayPort Alternatieve Modus                 | Ja        | Ja        | Optioneel    |
| Thunderbolt Alternatieve Modus                 | Optioneel | Ja        | Optioneel    |
| USB-C Alternatieve Modus                       | Optioneel | Optioneel | Optioneel    |

| Modusnaam               | Oude benaming          | Codering   | Meerdere banen | Baansnelheid (Gbit/s) | Nominale snelheid | Nominale snelheid | USB-IF marketingnaam  | Logo |
| Modusnaam               | Oude benaming          | Codering   | Meerdere banen | Baansnelheid (Gbit/s) | (Gbit/s)          | (GB/s)            | USB-IF marketingnaam  | Logo |
| ----------------------- | ---------------------- | ---------- | -------------- | --------------------- | ----------------- | ----------------- | --------------------- | ---- |
| USB 3.2 Gen 1×1         | USB 3.0, USB 3.1 Gen 1 | 8b/10b     | Enkel          | 5                     | 5                 | 0,625             | SuperSpeed USB 5Gbps  |      |
| USB 3.2 Gen 1×2         |                        | 8b/10b     | Dubbel         | 5                     | 10                | 1,2               | —                     | —    |
| USB 3.2 Gen 2×1         | USB 3.1 Gen 2          | 128b/132b  | Enkel          | 10                    | 10                | 1,2               | SuperSpeed USB 10Gbps |      |
| USB 3.2 Gen 2×2         |                        | 128b/132b  | Dubbel         | 10                    | 20                | 2,4               | SuperSpeed USB 20Gbps |      |
| USB4 Gen 2×1            | 64b/66b                | Enkel      | 10             | 10                    | 1,2               | —                 | —                     |      |
| USB4 Gen 2×2            | 64b/66b                | Dubbel     | 20             | 10                    | 2,4               | USB4 20Gbps       |                       |      |
| USB4 Gen 3×1            | 128b/132b              | Enkel      | 20             | 20                    | 2,4               | —                 | —                     |      |
| USB4 Gen 3×2            | 128b/132b              | Dubbel     | 40             | 20                    | 4,8               | USB4 40Gbps       |                       |      |
| USB4 Gen 4×1            | PAM-3                  | Enkel      | 40             | 40                    | 4,8               | —                 | —                     |      |
| USB4 Gen 4×2            | PAM-3                  | Dubbel     | 80             | 40                    | 9,6               | USB4 80Gbps       | —                     |      |
| USB4 Gen 4 Asymmetrisch | PAM-3                  | Drievoudig | 120            | 40                    | 14,4              | USB4 120Gbps      | —                     |      |

USB4 Gen 2 verschilt van USB 3.2 Gen 2. Ze geven alleen dezelfde snelheid aan, namelijk 10 Gigabit/s, maar ze zijn anders gecodeerd op de elektrische laag.
Hoewel USB4 vereist is om dual-lane-modi te ondersteunen, gebruikt het single-lane-bewerkingen tijdens initialisatie van een dual-lane-link; single-lane link kan ook worden gebruikt als een fallback-modus in het geval van een lane bonding-fout.
In de Thunderbolt-compatibiliteitsmodus zijn de lijnen iets sneller met 10,3125 Gigabit/s (voor Gen 2) en 20,625 Gigabit/s (voor Gen 3), zoals vereist door Thunderbolt-specificaties (dit worden legacy-snelheden en afgeronde snelheden genoemd. Na verwijdering van 64b/66b codering worden die ook rond, 20,625/66*64 = 20 Gigabit/s.

## Vermogensafgifte
USB4 vereist USB Power Delivery (USB PD). Een USB4-verbinding moet worden onderhandeld over een USB PD-contract voordat deze tot stand kan worden gebracht. Een USB4-bron moet minimaal 7,5 W leveren (5 V, 1,5 A) per poort. Een USB4-sink heeft minder dan 250 mA nodig (standaard), 1,5 A, of 3 A @ 5 V vermogen (afhankelijk van USB-C-weerstandconfiguratie) vóór USB PD-onderhandeling. Met USB PD, tot 240 W aan vermogen is mogelijk met 'Extended power range' (5 A op 48 V). Voor 'Standard Power range' is tot 100 W mogelijk (5 A op 20 V).

## Thunderbolt 3-compatibiliteit
De USB4-specificatie stelt dat een ontwerpdoel is om "compatibiliteit met het bestaande ecosysteem van USB- en Thunderbolt-producten te behouden". Compatibiliteit met Thunderbolt 3 is vereist voor USB4-hubs; het is optioneel voor USB4-hosts en USB4-randapparatuur. Compatibele producten moeten een 40 Gbit/s-modus, minimaal 15 W geleverd vermogen en een andere klok hebben; implementeerders moeten de licentieovereenkomst ondertekenen en een Vendor ID registreren bij Intel.

## Pinout

Pinout type-C-aansluiting (uiteinde-aanzicht)

USB4 heeft 24 pinnen in een symmetrische USB type C-schaal. USB4 heeft 12 A-pinnen aan de bovenkant en 12 B-pinnen aan de onderkant.
USB4 heeft twee rijstroken met differentiële SuperSpeed-paren. Baan één gebruikt TX1+, TX1-, RX1+, RX1- en baan twee gebruikt TX2+, TX2-, RX2+, RX2-. USB4 draagt gegevens over met 20 Gbp/s per baan. USB4 behoudt ook de differentiële D+ en D- voor USB 2.0-overdracht.
De CC-configuratiekanalen hebben de rol van het creëren van een relatie tussen aangesloten poorten, het detecteren van de plug-oriëntatie vanwege de omkeerbare USB type C-shell, het ontdekken van de VBUS-voedingspinnen, het bepalen van de rijstrookvolgorde van de SuperSpeed-rijstroken, en ten slotte maakt het USB-protocol de CC-configuratiekanaal dat verantwoordelijk is voor het invoeren van de USB4-werking.
| Pin | Naam            | Beschrijving                                    |
| --- | --------------- | ----------------------------------------------- |
| A1  | GND             | Aarde                                           |
| A2  | SSTXp1 ("TX1+") | SuperSpeed differentieel paar #1, TX, positief  |
| A3  | SSTXn1 ("TX1-") | SuperSpeed differentieel paar #1, TX, negatief  |
| A4  | V- BUS          | Busstroom                                       |
| A5  | CC1             | Configuratiekanaal                              |
| A6  | Dp1             | USB 2.0 differentieel paar, positie 1, positief |
| A7  | Dn1             | USB 2.0 differentieel paar, positie 1, negatief |
| A8  | SBU1            | Zijbandgebruik (SBU)                            |
| A9  | V- BUS          | Bus stroom                                      |
| A10 | SSRXn2 ("RX2-") | SuperSpeed differentieel paar #4, RX, negatief  |
| A11 | SSRXp2 ("RX2+") | SuperSpeed differentieel paar #4, RX, positief  |
| A12 | GND             | Aarde                                           |

| Pin | Naam   | Beschrijving                                    |
| --- | ------ | ----------------------------------------------- |
| B12 | GND    | Aarde                                           |
| B11 | SSRXp1 | SuperSpeed differentieel paar #2, RX, positief  |
| B10 | SSRXn1 | SuperSpeed differentieel paar #2, RX, negatief  |
| B9  | V- BUS | Busstroom                                       |
| B8  | SBU2   | Zijbandgebruik (SBU)                            |
| B7  | Dn2    | USB 2.0 differentieel paar, positie 2, negatief |
| B6  | Dp2    | USB 2.0 differentieel paar, positie 2, positief |
| B5  | CC2    | Configuratiekanaal                              |
| B4  | V- BUS | Busstroom                                       |
| B3  | SSTXn2 | SuperSpeed differentieel paar #3, TX, negatief  |
| B2  | SSTXp2 | SuperSpeed differentieel paar #3, TX, positief  |
| B1  | GND    | Aarde                                           |

1. 1 2  Er is slechts één niet-SuperSpeed differentieel paar in de kabel. Deze pin is niet aangesloten in de stekker/kabel.

## Software-ondersteuning
USB4 wordt ondersteund door:
- Linuxkernel 5.6, uitgebracht op 29 maart 2020
- macOS Big Sur (11.0), uitgebracht op 12 november 2020
- Windows 11, uitgebracht op 5 oktober 2021

## Hardware-ondersteuning
Tijdens CES 2020 hebben USB-IF en Intel hun intentie uitgesproken om USB4-producten toe te staan die alle optionele functionaliteit ondersteunen als Thunderbolt 4-producten. De eerste producten die compatibel waren met USB4 waren de Tiger Lake- processors van Intel, en eind 2020 kwamen er meer apparaten op de markt.
Brad Saunders, CEO van de USB Promoter Group, verwacht dat de meeste pc's met USB4 Thunderbolt 3 zullen ondersteunen, maar voor telefoons zullen de fabrikanten minder snel Thunderbolt 3-ondersteuning implementeren.
Op 3 maart 2020 kondigde Cypress Semiconductor nieuwe Type-C power (PD)-controllers aan die USB4, CCG6DF als dubbele poort en CCG6SF als enkele poort ondersteunen.
AMD verklaarde ook dat Zen3+(Rembrandt)-processors USB4 zullen ondersteunen. AMD heeft echter alleen ondersteuning aangekondigd voor USB 3.2 Gen2x2 in Zen 4 -processors die in september 2022 zijn uitgebracht.